# Sven Laurentii
Sven Laurentii, född i Västergötland, död omkring 1633 i Stockholm, var en svensk präst.

## Biografi
Sven Laurentii föddes i Västergötland. Han blev 1608 kyrkoherde i Södermalms församling. Sven Laurentii avled omkring 1633.

### Familj
Sven Laurentii var gift.